# احتجاجات جامعة أوتريخت المؤيدة للفلسطينيين في 2024
احتجاجات جامعة أوتريخت المؤيدة للفلسطينيين في 2024 كانت احتجاجات الطلاب عام 2024 ومخيمات الحرم الجامعي في جامعة أوتريخت جزءًا من موجة المظاهرات المؤيدة للفلسطينيين في جميع أنحاء الجامعات الهولندية في مايو 2024. وطالب المتظاهرون بإنهاء العلاقات المؤسسية بين جامعتهم والجامعات والشركات الإسرائيلية، مشيرين إلى الحرب المستمرة في غزة.

## خلفية الحدث
جاءت هذه الاحتجاجات في ظل مظاهرات عالمية واسعة النطاق دعما للحقوق الفلسطينية وانتقادا للإجراءات العسكرية الإسرائيلية في غزة. في جميع أنحاء هولندا، بدأ الطلاب في تنظيم المعسكرات وأعمال الاحتجاج المشابهة لتلك التي شوهدت في الحرم الجامعي في الولايات المتحدة وأماكن أخرى في أوروبا.

## الاحتجاجات ومحاولة الاعتصام
في 7 مايو 2024، حاول الطلاب المتظاهرون إقامة معسكر داخل المكتبة الأكاديمية لجامعة أوتريخت. واستمرت عملية الاحتلال حتى الليل، لكن الشرطة تدخلت. في الفترة ما بين 7 و8 مايو، تم اعتقال حوالي 50 شخصًا أثناء تطهير الاحتلال.
على الرغم من الاعتقالات، أعاد المتظاهرون تنظيم صفوفهم وأقاموا معسكرًا جديدًا في 8 مايو/أيار 2024 في جزء آخر من حرم جامعة أوتريخت. أزالت الشرطة هذا المعسكر الثاني في الساعات الأولى من صباح التاسع من مايو. وخلال هذه العملية، اعتُقل ثلاثة متظاهرين خارج المبنى، لم يكونوا جزءًا من الاعتصام.

## ردود الفعل
أثارت هذه الأحداث جدلاً حول تدخل الشرطة في الاحتجاجات الجامعية، وحرية التعبير في الحرم الجامعي، ودور المؤسسات الأكاديمية في الصراعات الدولية. أعربت منظمات حقوق الإنسان واتحادات الطلاب عن قلقها إزاء نطاق الاعتقالات في أوتريخت، في حين دافع أنطون بيجبرز، رئيس المجلس التنفيذي لجامعة أوتريخت، عن استجابة الشرطة باعتبارها ضرورية للسلامة العامة.